# Buttonwillow (Kalifornija)
Buttonwillow je naseljeno područje za statističke svrhe u američkoj saveznoj državi Kalifornija. Prema popisu stanovništva iz 2010. u njemu je živjelo 1,508 stanovnika.